# アエロポス2世
アエロポス2世（ギリシア語: Ἀέροπος Βʹ, ラテン文字転記：Aeropos II, ? - 紀元前393年、在位：紀元前396年 - 紀元前393年）は、アルゲアス朝のマケドニア王である。
アルケラオス1世がクラテロスに殺害された後、アルケラオスの子オレステスが王位につくことになったが、彼は幼少であったためにアエロポスが後見人となり、共同で王位に就いた。しかし、アエロポスはオレステスを紀元前396年に殺害して単独の王となった。
また、ポリュアイノスの伝えるところでは、紀元前394年にスパルタ王アゲシラオス2世がアエロポスに領土通行の条約を迫った時、アエロポスはそれを拒否してスパルタ軍の撃退を宣言した。そしてアエロポスはスパルタ軍にはわずかしか騎兵がいないのを知ると騎兵部隊を率いて出撃した。これに対してアゲシラオスは歩兵を先頭に置き、その後ろにロバやラバや老馬に騎兵の装備を付けた者を乗せて騎兵が多くいるように見せかけた。この見せ掛けの騎兵の大部隊に驚いたアエロポスは条約に調印した。
オレステス殺害の3年後にアエロポスは病死し、次の王位にはアエロポスの子のパウサニアスがついた。

## 註
1. ↑  ディオドロス, XIV. 37
2. ↑  ポリュアイノス, II, 1, 17
3. ↑  ディオドロス, XIV. 84